# I'm a Virgo
I'm a Virgo (titulada Soy Virgo en español) es una serie de televisión web de comedia dramática estadounidense creada y dirigida por Boots Riley y protagonizada por Jharrel Jerome. Todos los capítulos fueron estrenados en Prime Video, el 26 de junio de 2023.

## Sinopsis
Cootie es un adolescente afroamericano de 19 años, de 13 pies de altura (4,0 m), criado por su tía Lafrancine y su tío Martisse en Oakland, California. Está protegido del mundo exterior hasta que es descubierto accidentalmente por un grupo de activistas políticos adolescentes.

## Reparto

### Principal
- Jharrel Jerome como Cootie, adolescente de 13 pies de altura.
- Olivia Washington como Flora, una cocinera con el poder de la supervelocidad, lo que le da la percepción de vivir en cámara lenta.
- Brett Gray como Felix, una amiga leal que está obsesionada con su coche.
- Kara Young como Jones, una joven activista con el poder del "teatro psíquico".
- Allius Barnes como Scat, un miembro de la pandilla obsesionado con la caricatura existencial "Multas de estacionamiento".

### Invitado especial
- Walton Goggins como Jay Whittle / The Hero, un billonario que se convierte en superhéroe.
- Mike Epps como Martisse, tío protector de Cootie
- Carmen Ejogo como Lafrancine, tía protectora de Cootie
- Kendrick Sampson como Edwin Garrison, ayudante de The Hero.

### Invitado
- Elijah Wood como Studious Guy
- Joel Edgerton como la voz de UPS driver en el ficticio Parking Tickets show.
- Danny Glover como la voz del camarero en el  ficticio Parking Tickets show.
- Juliette Lewis como la voz de Justin, un personaje ficticio de Parking Tickets show.
- Omar Miller como Damian Wallace.
- Morgan Fairchild como Cressley Whittle, madre de The Hero.

## Producción
El 22 de junio de 2020, se informó que Riley estaba creando una nueva serie con Michael Ellenberg de Media Res, protagonizada por Jharrel Jerome, llamada "I'm a Virgo". Riley comenzó a escribir en 2019. El 14 de diciembre de 2020, se informó que la serie de media hora sería una coproducción entre Media Res y Amazon Studios.
La fotografía principal se llevó a cabo principalmente en Nueva Orleans, Luisiana, y el rodaje al aire libre tuvo lugar en Oakland, California. El espectáculo utiliza efectos prácticos con miniaturas y títeres en algunas tomas. La banda sonora fue proporcionada por el grupo de Riley The Coup, y Tune-Yards proporcionó la partitura.

## Lanzamiento
La serie al completo, que consta de siete episodios, fue lanzada en Prime Video el 23 de junio de 2023.